# Luboradów (osada)
Luboradów – osada w Polsce położona w województwie dolnośląskim, w powiecie milickim, w gminie Krośnice.
W latach 1975–1998 miejscowość administracyjnie należała do województwa wrocławskiego.